# Orient
Orient (на японски: オリエント時計株式会社, Oriento Tokei Kabushiki-gaisha) е японска компания, известна предимно с производството си на часовници и други електронни продукти. Създадена е като самостоятелна компания през 1950 година от Шогоро Йошида, а през 2009 година става дъщерна компания на Epson. През 2017 година е цялостно интегрирана в Epson.
Преди да бъде погълната от Epson, компания произвежда предимно мехнични часовници (самонавиващи се и ръчно навиващи), но също така кварцови, соларни и радио контролирани часовници. Извън основния бизнес компанията произвежда някои движещи се части и електронни компоненти, които след това се сглобяват в електронните устройства на Seiko Epson.
Дълго време Orient е номер три сред големите японски производители на часовници след Citizen и Seiko, преди да бъде изместена от Casio през 70-те години.
Кварцовата криза през 70-те и 80-те години на XX век не оставя Orient незасегната. Компанията временно спира разработването и производството на автоматични часовници, но го възобновява през 1991 година.